# Список авианосцев США
В список включены авианосцы США, как построенные и введённые в состав ВМС США, так и те, строительство которых было отменено сразу после закладки киля или на поздних этапах строительства, а также те авианосцы, строительство которых запланировано в ближайшие годы.
В список включены все корабли, официально классифицированные как авианосцы. В данный список не вошли гидроавианосцы, плавбазы авиации, а также крупные надводные корабли (линкоры, крейсера и некоторые эсминцы), нёсшие на борту 1-2-3 гидросамолёта, приспособленных к взлёту с корабельных катапульт. Эскортные авианосцы указаны в отдельном списке — Список эскортных авианосцев ВМС США.
| Бортовой номер | Название               | Заложен            | Вступил в строй                       | Тип                  | Статус | Изображение |
| -------------- | ---------------------- | ------------------ | ------------------------------------- | -------------------- | --- | ----------- |
| CV-1           | «Лэнгли»               | 18 октября 1911    | 7 апреля 1913 (1922)                  | «Лэнгли»             | Потоплен в феврале 1942 года у острова Ява. |             |
| CV-2           | «Лексингтон»           | 8 января 1921      | декабрь 1927                          | Тип «Лексингтон»     | Потоплен в мае 1942 года в Сражении в Коралловом море. |             |
| CV-3           | «Саратога»             | 25 сентября 1920   | ноябрь 1927                           | «Лексингтон»         | Потоплен 27 июля 1946 года в ходе испытания ядерного оружия у атолла Бикини. |             |
| CV-4           | «Рейнджер»             | 26 сентября 1931   | июнь 1934                             | «Рейнджер»           | Исключён 18 октября 1946 года, флаг спущен 29 октября 1946 года. |             |
| CV-5           | «Йорктаун»             | 21 мая 1934        | сентябрь 1937                         | Тип «Йорктаун»       | Потоплен 7 июня 1942 года в Сражении при Мидуэе. |             |
| CV-6           | «Энтерпрайз»           | 16 июля 1934       | май 1938                              | Тип «Йорктаун»       | Исключён из списков 17 февраля 1947, отправлен на слом к маю 1960 года. |             |
| CV-7           | «Уосп»                 | 1 апреля 1936      | 25 апреля 1940                        | Тип «Уосп»           | Потоплен в сентябре 1942 года в битве за Гуадалканал. |             |
| CV-8           | «Хорнет»               | 25 сентября 1939   | 20 октября 1941                       | Тип «Йорктаун»       | Потоплен 24 октября 1942 года в сражении у островов Санта-Крус. |             |
| CV-9           | «Эссекс»               | 28 апреля 1941     | 31 декабря 1942                       | Тип «Эссекс»         | Исключён из списков 30 июня 1969 года, флаг спущен 1 июня 1973 года. Отправлен на слом. |             |
| CV-10          | «Йорктаун»             | 1 декабря 1941     | 15 апреля 1943                        | Тип «Эссекс»         | Исключён 27 июня 1970 года, флаг спущен 1 января 1973 года. Корабль-музей с 13 октября 1975 года. |             |
| CV-11          | «Интрепид»             | 1 декабря 1941     | 16 августа 1943                       | Тип «Эссекс»         | Исключён из списков 15 марта 1974 года, флаг спущен 23 февраля 1982 года. Корабль-музей с августа 1982 года. |             |
| CV-12          | «Хорнет»               | 3 августа 1942     | 29 ноября 1943                        | Тип «Эссекс»         | Исключён из списков 26 июня 1970 года, флаг спущен 25 июля 1989 года. Корабль-музей с 17 октября 1998 года. |             |
| CV-13          | «Франклин»             | 7 декабря 1942     | 31 января 1944                        | Тип «Эссекс»         | Исключён из списков 1 октября 1964 года |             |
| CV-14          | «Тикондерога»          | 1 февраля 1943     | 8 мая 1944                            | Тип «Эссекс»         | Исключён из списков 16 ноября 1973 года, отправлен на слом в 1974 г. |             |
| CV-15          | «Рэндолф»              | 10 мая 1943        | 9 октября 1944                        | Тип «Эссекс»         | Исключён из списков 1 июня 1973 года, отправлен на слом в 1975 году. |             |
| CV-16          | «Лексингтон»           | 5 сентября 1941    | 17 февраля 1943                       | Тип «Эссекс»         | Исключён из списков 8 ноября 1991 года. Корабль-музей с 15 ноября 1992 года. |             |
| CV-17          | «Банкер Хилл»          | 5 сентября 1941    | 24 мая 1943                           | Тип «Эссекс»         | Исключён из списков 1 ноября 1966 года. Отправлен на слом в 1973 г. |             |
| CV-18          | «Уосп»                 | 8 марта 1942       | 24 ноября 1943                        | Тип «Эссекс»         | Исключён из списков 1 июля 1972 года. Отправлен на слом в 1973 году. |             |
| CV-19          | «Хэнкок»               | 26 января 1943     | 15 апреля 1944                        | Тип «Эссекс»         | Исключён из списков 30 января 1976 года. Продан на слом 1 сентября 1976 года. |             |
| CV-20          | «Беннингтон»           | 15 декабря 1942    | 6 августа 1944                        | Тип «Эссекс»         | Исключён из списков 15 января 1970 года. Флаг спущен 20 сентября 1989 года. Отправлен на слом в 1994 году. |             |
| CV-21          | «Боксер»               | 13 сентября 1943   | апрель 1945                           | Тип «Эссекс»         | Исключён из списков 1 декабря 1969 года, в тот же день на корабле был спущен флаг. Продан на слом в 1971 году. |             |
| CVL-22         | «Индепенденс»          | 1 марта 1941       | январь 1943                           | Тип «Индепенденс»    | Исключён из списков 28 августа 1946 года, так как 25 июля 1946 года тяжело поврежден при испытания ядерного оружия у атолла Бикини, затоплен при испытании новых образцов оружия 29 января 1951 года. |             |
| CVL-23         | «Принстон»             | 2 июня 1943        | февраль 1943                          | Тип «Индепенденс»    | Потоплен в октябре 1944 года в Битве при Лейте |             |
| CVL-24         | «Белло Вуд»            | 11 августа 1941    | март 1943                             | Тип «Индепенденс»    | Исключён из списков 13 января 1947. В 1953 году передан Франции. Разобран 1 октября 1960 года. |             |
| CVL-25         | «Коупенс»              | 17 декабря 1941    | май 1943                              | Тип «Индепенденс»    | Исключён из списков 1 ноября 1959 года. Продан на слом в 1960 году. |             |
| CVL-26         | «Монтерей»             | 29 декабря 1941    | июнь 1943                             | Тип «Индепенденс»    | Исключён из списков 15 января 1956 года. Продан на слом в мае 1971 года |             |
| CVL-27         | «Лэнгли»               | 11 апреля 1942     | август 1943                           | Тип «Индепенденс»    | Исключён из списков 11 февраля 1947 года. Передан Франции в 1951 году. Продан на слом в 1964 году. |             |
| CVL-28         | «Кабот»                | 13 марта 1942      | июль 1943                             | Тип «Индепенденс»    | Исключён из списков 12 февраля 1947 года. Переклассифицирован в 1948 году в учебный авианосец. Передан Испании в 1967 году. Флаг спущен в 1989 году. Разобран в 2002 году. |             |
| CVL-29         | «Батаан»               | 31 августа 1942    | ноябрь 1943                           | Тип «Индепенденс»    | Исключён из списков 9 апреля 1954 года. Флаг спущен в 1959 году. Продан на слом в 1961 году. |             |
| CVL-30         | «Сан Джасинто»         | 26 октября 1942    | декабрь 1943                          | Тип «Индепенденс»    | Исключён из списков 1 июня 1970 года. Продан на слом 15 декабря 1971 года. |             |
| CV-31          | «Бон Омм Ричард»       | 1 февраля 1943     | 26 ноября 1944                        | Тип «Эссекс»         | Исключён из списков 2 июля 1971 с переведением в резерв. Отправлен на слом в 1992 году. |             |
| CV-32          | «Лейте»                | 21 февраля 1944    | 11 апреля 1946                        | Тип «Эссекс»         | Исключён из списков 15 мая 1959 года. Отправлен на слом в 1970 году. |             |
| CV-33          | «Кирсардж»             | 1 марта 1944       | 2 марта 1946                          | Тип «Эссекс»         | Исключён из списков 13 февраля 1970 года. Отправлен на слом в 1974 году. |             |
| CV-34          | «Орискани»             | 1 мая 1944         | 25 сентября 1950                      | Тип «Эссекс»         | Исключён из списков 30 сентября 1975. Затоплен для создания искусственного рифа 17 мая 2006 года. |             |
| CV-35          | «Рипрайзл»             | 1 июля 1944        |                                       | Тип «Эссекс»         | Строительство прекращено 11 августа 1945 года . Продан на слом 2 августа 1949 года. |             |
| CV-36          | «Энтитэм»              | 5 марта 1943       | 28 января 1945                        | Тип «Эссекс»         | Исключён из списков 8 мая 1963. Отправлен на слом 28 февраля 1974 года. |             |
| CV-37          | «Принстон»             | 14 сентября 1943   | 18 ноября 1945                        | Тип «Эссекс»         | Исключён из списков 30 января 1970 года. Продан на слом в 1971 году. |             |
| CV-38          | «Шангри-Ла»            | 15 января 1943     | 15 сентября 1944                      | Тип «Эссекс»         | Исключён из списков 30 июля 1971 года. Продан на слом в августе 1988 года. |             |
| CV-39          | «Лейк Шамплейн»        | 15 марта 1943      | 3 июня 1945                           | Тип «Эссекс»         | Исключён из списков 2 мая 1966 года. Продан на слом в 1972 году. |             |
| CV-40          | «Тарава»               | 1 марта 1944       | 8 декабря 1945                        | Тип «Эссекс»         | Исключён из списков 13 марта 1960 года. 1 июня 1967 года спущен флаг. Продан на слом в 1967 году. |             |
| CVB-41         | «Мидуэй»               | 27 октября 1943    | 10 сентября 1945                      | Тип «Мидуэй»         | Исключён из списков 11 апреля 1992 года. Корабль-музей с 17 марта 1997 года. |             |
| CVB-42         | «Франклин Д. Рузвельт» | 1 декабря 1943     | 27 октября 1945                       | Тип «Мидуэй»         | Исключён из списков 30 сентября 1977 года. На следующий день на корабле спущен флаг. Отправлен на слом в 1980 году. |             |
| CVB-43         | «Корал Си»             | 10 июля 1944       | 1 октября 1947                        | Тип «Мидуэй»         | Исключён из списков 26 апреля 1990 года. Продан на слом в 1993 году. |             |
| CVB-44         | не назван              |                    |                                       | Тип «Мидуэй»         | Строительство прекращено |             |
| CV-45          | «Вэлли Фордж»          | 7 сентября 1944    | 3 ноября 1946                         | Тип «Эссекс»         | Исключён из списков 16 января 1970 года. Продан на слом в 1971 году. |             |
| CV-46          | «Иво Джима»            |                    |                                       | Тип «Эссекс»         | Строительство прекращено 12 августа 1945 года. |             |
| CV-47          | «Филиппин Си»          | 19 августа 1944    | 11 мая 1946                           | Тип «Эссекс»         | Исключён из списков 28 декабря 1958 года. Продан на слом в марте 1971 года. |             |
| CVL-48         | «Сайпан»               | 10 июля 1944       | 14 июля 1946                          | Тип «Сайпан»         | Исключён из списков 14 января 1970 года. Продан на слом в 1976 году. |             |
| CVL-49         | «Райт»                 | 21 августа 1944    | 9 февраля 1947                        | Тип «Сайпан»         | Исключён из списков 27 мая 1970 года. Продан на слом в 1980 году. |             |
| CV-50          | не назван              |                    |                                       | Тип «Эссекс»         | Строительство прекращено |             |
| CV-51          | не назван              |                    |                                       | Тип «Эссекс»         | Строительство прекращено |             |
| CV-52          | не назван              |                    |                                       | Тип «Эссекс»         | Строительство прекращено |             |
| CV-53          | не назван              |                    |                                       | Тип «Эссекс»         | Строительство прекращено |             |
| CV-54          | не назван              |                    |                                       | Тип «Эссекс»         | Строительство прекращено |             |
| CV-55          | не назван              |                    |                                       | Тип «Эссекс»         | Строительство прекращено |             |
| CVB-56         | не назван              |                    |                                       | Тип «Мидуэй»         | Строительство прекращено |             |
| CVB-57         | не назван              |                    |                                       | Тип «Мидуэй»         | Строительство прекращено |             |
| CVA-58         | «Юнайтед Стейтс»       | 18 апреля 1949     | Строительство отменено 22 апреля 1949 | Тип «Юнайтед Стейтс» | Строительство прекращено |             |
| CV-59          | «Форрестол»            | 14 июля 1952       | 1 октября 1955                        | Тип «Форрестол»      | Исключён из списков 11 сентября 1993 года. На 2007 год готовился к затоплению для образования искусственного рифа. Разобран на металлом в городе Браунсвилл в 2015 году. |             |
| CV-60          | «Саратога»             | 16 декабря 1952    | 14 апреля 1956                        | Тип «Форрестол»      | Исключён из списков 20 августа 1994 года. Разобран на металлом в городе Браунсвилл в 2016 году. |             |
| CV-61          | «Рэнджер»              | 2 августа 1954     | 10 августа 1957                       | Тип «Форрестол»      | Исключён из списков 10 июля 1993 года. 8 марта 2004 года на корабле был спущен флаг. Продан на слом 24 декабря 2014 года за 1 цент. Разобран на металлом в городе Браунсвилл в 2016 году. |             |
| CV-62          | «Индепенденс»          | 1 июля 1955        | 10 января 1959                        | Тип «Форрестол»      | Исключён из списков 30 сентября 1998 года. На 28.06.16 находился в заливе Синклер, военно-морская база Военно-морская верфь и промежуточная станция технического обслуживания Пьюджет-Саунд близ Бремертона, штат Вашингтон. 1 июня 2017 г. прибыл в г. Браунсвилль для утилизации. Слом завершен в начале 2019 года.                                                                                                   |             |
| CV-63          | «Китти Хоук»           | 27 декабря 1956    | 29 апреля 1961                        | Тип «Китти Хоук».    | Исключён из списков 31 января 2009 года. На 23.05.17 находится в заливе Синклер, военно-морская база Военно-морская верфь и промежуточная станция технического обслуживания Пьюджет-Саунд близ Бремертона, штат Вашингтон. 25 октября 2017 г. ВМС США объявили о готовности утилизации авианосца, после вывода из Регистра Военных судов 20.10.17г. В январе 2022 года USS Kitty Hawk отправился в Техас на утилизацию. |             |
| CV-64          | «Констелейшн»          | 14 сентября 1959   | 27 октября 1961                       | Тип «Китти Хоук»     | Исключён из списков 7 августа 2003 года. Разобран на металлом в городе Браунсвилл в 2016 году. |             |
| CVN-65         | «Энтерпрайз»           | 4 февраля 1958     | 25 ноября 1961                        | Тип «Энтерпрайз»     | Выведен из боевого состава ВМС США 1 декабря 2012 года |             |
| CV-66          | «Америка»              | 9 января 1961      | 23 января 1965                        | Тип «Китти Хоук»     | Исключён из списков 9 августа 1996. Потоплен как цель 14 мая 2005 года. |             |
| CV-67          | «Джон Ф. Кеннеди»      | 22 октября 1964    | 7 сентября 1968                       | Тип «Китти Хоук»     | Исключён из списков 1 августа 2007 года. 25.05.16 находится на база резерва ВМФ США в Филадельфии. Выведен из Регистра Военных судов 20.10.17г. В феврале 2025 прибыл в Браунсвилл, штат Техас, на слом. |             |
| CVN-68         | «Нимиц»                | 22 июня 1968       | 3 мая 1975                            | Тип «Нимиц»          | В составе флота |             |
| CVN-69         | «Дуайт Эйзенхауэр»     | 15 августа 1970    | 18 октября 1977                       | Тип «Нимиц»          | В составе флота |             |
| CVN-70         | «Карл Винсон»          | 11 октября 1975    | 13 марта 1981                         | Тип «Нимиц»          | В составе флота |             |
| CVN-71         | «Теодор Рузвельт»      | 31 октября 1981    | 25 октября 1986                       | Тип «Нимиц»          | В составе флота |             |
| CVN-72         | «Авраам Линкольн»      | 3 ноября 1982      | 11 ноября 1989                        | Тип «Нимиц»          | В составе флота |             |
| CVN-73         | «Джордж Вашингтон»     | 25 августа 1986    | 4 июля 1992                           | Тип «Нимиц»          | В составе флота |             |
| CVN-74         | «Джон К. Стеннис»      | 13 марта 1991      | 9 декабря 1995                        | Тип «Нимиц»          | В составе флота |             |
| CVN-75         | «Гарри Труман»         | 29 ноября 1993     | 25 июля 1998                          | Тип «Нимиц»          | В составе флота |             |
| CVN-76         | «Рональд Рейган»       | 12 февраля 1998    | 12 июля 2003                          | Тип «Нимиц»          | В составе флота |             |
| CVN-77         | «Джордж Буш»           | 6 сентября 2003    | 10 января 2009                        | Тип «Нимиц»          | В составе флота |             |
| CVN-78         | «Джеральд Р. Форд»     | 13 ноября 2009     | 31 мая 2017                           | Тип «Форд»           | В составе флота |             |
| CVN-79         | «Джон Ф. Кеннеди»      | 22 августа 2015    | 2024 (план)                           | Тип «Форд»           | Проходит оснащение |             |
| CVN-80         | «Энтерпрайз»           | 5 апреля 2020      | 2027 (план)                           | Тип «Форд»           | Заложен, строится |             |
| CVN-81         | «Доррис Миллер»        | Январь 2026 (план) | 2032 (план)                           | Тип «Форд»           | Подготовка к строительству |             |
| CVN-82         | «Билл Клинтон»         | 2027 (план)        | 2034 (план)                           | Тип «Форд»           | Подписан контракт |             |
| CVN-83         | Джордж У. Буш          |                    |                                       | Тип «Форд»           | Подписан контракт |             |

## Тренировочные авианосцы
Во время Второй мировой войны Военно-морской флот США приобрёл два колёсных парома на Великих озерах и переоборудовал их в учебные пресноводные авианосцы. Оба судна были обозначены классификационным знаком корпуса «IX» и не имели ангарных палуб, лифтов и вооружения. Роль этих кораблей заключалась в обучении пилотов взлету и посадке на авианосцы. Вместе «Вулверин» и «Сэйбл» обучили 17 820 пилотов, совершивших 116 000 посадок на авианосцы. Из них 51 000 посадок пришлись на «Сэйбл».
| Бортовой номер | Название   | Заложен | Вступил в строй                | Тип            | Статус                                                                      | Изображение |
| -------------- | ---------- | ------- | ------------------------------ | -------------- | --------------------------------------------------------------------------- | ----------- |
| IX-64          | «Вулверин» | н/д     | 19 июня 1913 (12 августа 1942) | Тип «Вулверин» | Исключён из списков 7 ноября 1945 года. Продан на слом 21 ноября 1947 года. |             |
| IX-81          | «Сэйбл»    | н/д     | 1924 (8 мая 1943)              | Тип «Сэйбл»    | Исключён из списков 7 ноября 1945 года. Продан на слом 7 июля 1948 года.    |             |